# Clifton Lock

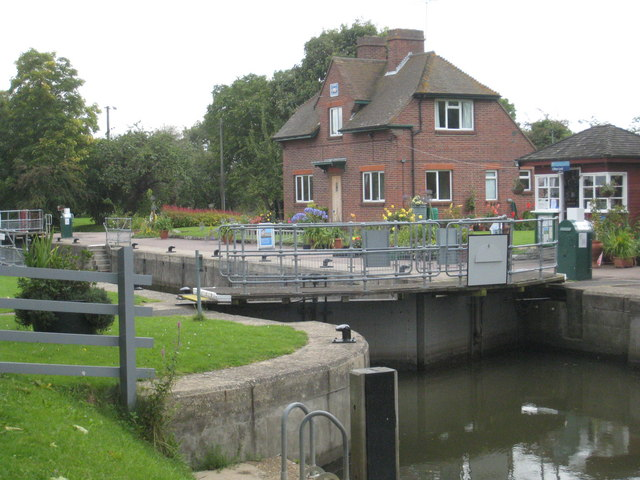
Das Clifton Lock

Das Clifton Lock ist eine Schleuse in der Themse in Oxfordshire, England. Die Schleuse liegt südlich des Ortes Clifton Hampden und nördlich von Long Wittenham. Die Schleuse liegt am Beginn des Clifton Cut, der den Hauptschifffahrtsweg von Long Wittenham umlenkt. Die Schleuse wurde 1822 von der Thames Navigation Commission fertiggestellt.
Das Hauptwehr wurde 13 Jahre nach der Schleuse gebaut und liegt im Lauf des alten Hauptarmes des Flusses. Ein kleines Wehr befindet sich knapp oberhalb der Schleuse.

## Geschichte
Das Clifton Lock ist eine der wenigen Orte, an denen es im Bereich des nicht von den Gezeiten beeinflussten Flusses vorher kein Wehr gab. Nur eine Fähre gab es an dieser Stelle. Probleme für die Schifffahrt waren an dieser Stelle lange bekannt und der erste Vorschlag zum Bau einer Schleuse wurde 1793 gemacht, diesem folgte 1811 ein weiterer.
Der Bau der Schleuse verzögerte sich, da es Probleme mit dem Landbesitzer gab. Zur Zeit der Fertigstellung 1822 wurde kein Wehr gebaut, was zu weiteren Klagen führte. So wird berichtet, dass der Lord Mayor von London 1826 mit dem Schiff Oxford besuchte und seine Schaluppe sowie die Begleitboote eine „erhebliche Zeit“ an dieser Stelle aufgehalten wurden.
1835 wurde schließlich ein Wehr im Verlauf des alten Hauptschifffahrtsweges gebaut, dieses wurde 1877 vergrößert. 1884 wurden die Brücken erneuert.

## Der Fluss oberhalb der Schleuse
Der Clifton Cut ist fast eine Meile lang. Im weiteren Verlauf des Hauptarms überquert die Appleford Railway Bridge den Fluss. Kurz vor der Sutton Bridge trennt sich der Fluss erneut in den alten Hauptarm bei Sutton Courtenay und den Culham Cut.
Der Themsepfad verläuft am nördlichen Ufer des Flusses bis zum Culham Lock.

## Weitere Schleusen
siehe Schleusen und Wehre der Themse